# صلصة شواء

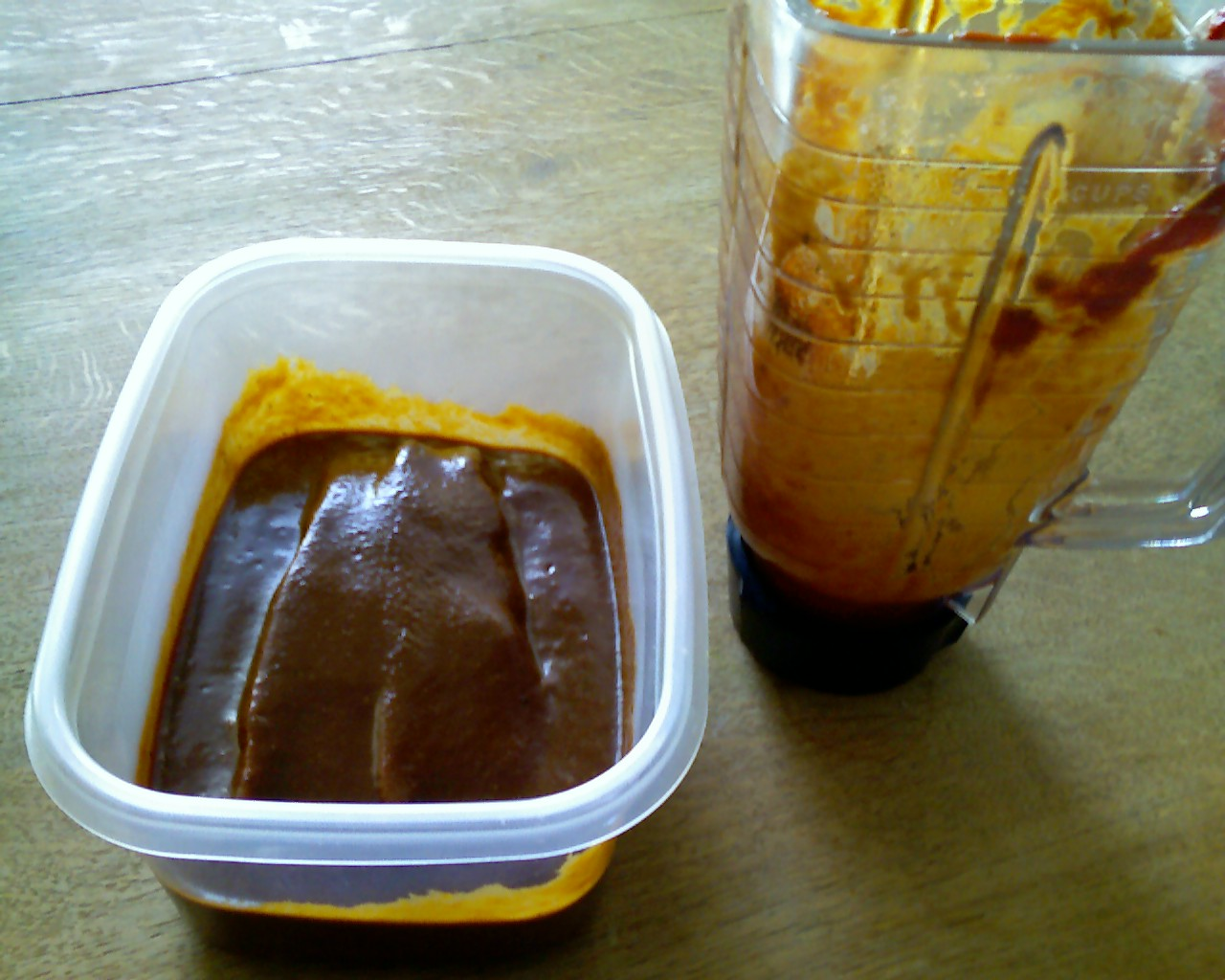
صلصة الشواء المصنوعة في المنزل.

صلصة الشواء (بالإنجليزية: barbecue sauce)‏ هي منكه يستعمل كصلصة تنكيه، أو كمرق ينقع فيه اللحم، أو كمادة تسقي بها المكونات خلال طهوها، تتميز صلصة الشواء بطعمها الحامض المائل إلى الحلاوة، وتختلف طرق إعدادها تبعاً للمكوّنات والمنكهات الداخلة في تحضيرها، فقد تكون حارّة أو حلوة. تستعمل الصلصة أيضاً بنقع اللحوم فيها لتعطي اللحم نكهة أضافية . تستخدم صلصة الشواء في معظم المطابخ، حيث إنها ضرورية لإكمال نكهة الطبق المشوي، وتعطيه نكهة لذيذة. صلصة الشواء شائعة في مطابخ الولايات المتحدة، وتستعمل في مطابخ أخرى كذلك.

## لمحة تاريخية
يعود أصل صلصة الشواء إلى القرن السابع عشر مع تأسيس المستعمرات الأمريكية الأولى، حيث جلب المهاجرين معهم أفكارًا جديدة لصلصات الطهي مثل صلصة الخردل إحدة صلصات الشواء التي طورها المستوطنون الألمان في القرن الثامن عشر.
كانت صلصات الشواء المبكرة محلية الصنع وتتكون بشكل عام من الخل والملح والفلفل فقط، ثم بدأ استخدام السكر والكاتشب وصلصة رسيستيرشاير في عشرينيات القرن العشرين، ولكن بعد الحرب العالمية الثانية، ازدادت المكونات وكمية السكر في الصلصات بشكل كبير.
ظهر أول منتج تجاري من صلصة الشواء في عام 1909 من إنتاج شركة جورجيا لصوص الباربكيو في ولاية أتلانتا بالولايات المتحدة الأمريكية. وكانت شركة هاينز للمنتجات الغذائية أول شركة كبرى تبيع صلصة الشواء المعبأة في عام 1940، ثم تبعتها شركة جينيرال فودز بعد ذلك بوقتٍ قصير حين طرحت منتجها التجاري من صلصة الشواء الذي عرف باسم «أوبن بيت». دخلت شركة كرافت فودز السوق في عام 1960، ونجحت في أن تصبح شركة رائدة في تقديم منتجات الصلصة ومن بينها صلصات الشواء نتيجة لحملاتها التسويقية القوية، ودعاياتها الكثيفة.

## المكونات
تختلف مكونات صلصة الشواء من منطقة إلى أخرى، ومن طاهِ إلى آخر، إلا أن المكونات الاساسية تتضمن الخل، أو معجون الطماطم، أو المايونيز، أو مزيج من الثلاثة كقاعدة، بالإضافة إلى الدخان السائل، ومسحوق البصل، وبعض التوابل مثل الخردل، والفلفل الأسود، ومادة محلية مثل السكر أو دبس السكر.

## الأنواع
توجد العديد من أنواع صلصة الشواء التي تختلف وصفاتها وفقًا لمنطقة صنعها، ومن بين هذه الأنواع:
صلصة الخردل: وهي صلصة شواء صفراء اللون تصنع بشكلٍ أساسي من الخردل الأصفر مع الخل، والسكر، والتوابل. يشتهر هذا النوع في ولاية كارولينا الجنوبية في محيط مدينة كولومبيا وحتى مدينة تشارلستون، وهي منطقة يسكنها العديد من المستوطنون ذوو الأصول الألمانية، وهم من ينسب إليهم أصل صناعة هذا النوع من صلصة الشواء.
صلصة تكساس: هي صلصة متوسطة السمك، تصنع باستخدام كمية أقل من الطماطم والسكر، وتشبه غالبًا حساء الطماطم الرقيق، وتحتوي على الكثير من التوابل مثل الكمون، والفلفل الحار، أو الفلفل الحار المطحون، والفلفل الأسود، والبصل الطازج. يستخدم هذا النوع في بعض المطاعم الأمريكية قديمة الطراز والتقليدية.
صلصة شرق كارولينا: يمكن أن تعود جذور معظم أنواع صلصات الشواء الأمريكية إلى هذا النوع الذي يشيع استخدامه في المناطق الشرقية من ولايتي كارولينا الشمالية وكارولينا الجنوبية، والذي يرجح أنه قد تطور على أيدي العبيد الأفارقة. يتكون هذا النوع بشكلٍ أساسي من الخل، والفلفل الأسود المطحون، ورقائق الفلفل الحار، ويستخدم لتتبيل اللحم قبل الطهي حيث يتغلغل داخل اللحم بشكل جيد بسبب سمكه الرقيق، أو يقدم كصلصة للتغميس إلى جانب أطباق اللحم المختلفة بعد طهيها.
صلصة غرب كارولينا: تشتهر في مدن ليكسينغتون وبيدمونت في غرب ولاية كارولينا الشمالية، وتشبه صلصة شرق كارولينا مع إضافة معجون الطماطم، أو صلصة الطماطم، أو الكاتشب.
صلصة ممفيس: تشبه صلصة غرب كارولينا إلا أنها تتميز بتوابل إضافية، وبمذاق حلو نسبيًا نظرًا لاستخدام السكر كمحلي.
صلصة كانساس سيتي: صلصة ذات لون بني محمر تصنع بشكلٍ أساسي من الطماطم مع السكر والخل والتوابل. تطور هذا النوع من صلصات غرب كارولينا وممفيس، إلا أنه يكون أكثر سمكًا وحلاوة ولا يتغلغل داخل اللحم عند تتبيله به بل يكون طبقة على سطحه. تكون أغلب صلصات الشواء التجارية المعبأة من هذا النوع.
صلصة ألاباما البيضاء: تشتهر ولاية ألاباما الشمالية بصلصتها البيضاء المميزة التي تعتمد بشكلٍ أساسي على المايونيز، بالإضافة إلى خل التفاح، والسكر، والملح، والفلفل الأسود، والتي تستخدم في الغالب لتتبيل الدجاج ولحم الخنزير.

## معلومات غذائية
السعرات الحرارية: 153 سعرة حرارية
الكوليسترول: 0 ميليغرام
الصوديوم: 0.815 ميليغرام
البوتاسيوم: 244 ميليغرام
الكالسيوم: 22.1 ميليغرام
الحديد: 0.715 ميليغرام
الكربوهيدرات: 33.6 غرام
ألياف غذائية: 0.561 غرام
الدهون: 0.367 غرام
الدهون المشبعة: 0.088 غرام
السكريات: 28.1 غرام
البروتين: 0.664 غرام